# Pokémon Mystery Dungeon: Blue Rescue Team i Red Rescue Team
Pokémon Mystery Dungeon: Blue Rescue Team (jap. ポケモン不思議のダンジョン 青の救助隊 Pokemon Fushigi no Danjon Ao no Kyūjotai) i Pokémon Mystery Dungeon: Red Rescue Team (jap. ポケモン不思議のダンジョン 赤の救助隊 Pokemon Fushigi no Danjon Aka no Kyūjotai) – dwie japońskie komputerowe gry fabularne z serii Pokémon,  wydane przez Nintendo na konsole Nintendo DS (Blue Rescue Team) i Game Boy Advance (Red Rescue Team). W przeciwieństwie do innych gier o Pokémonach, tu gracz się wciela w człowieka zamienionego w Pokémona. 

## Rozgrywka
Na początku gry gracz przechodzi krótki test osobowości, na którym wybierany jest odpowiedni Pokémon. Zaraz po nim wybiera swojego partnera i nadaje mu imię. Potem zaczyna się fabuła i od razu można się dowiedzieć gdzie bohater się znajduje: w tajemniczym świecie, gdzie mieszkają Pokémony, tworzące małą cywilizację. Razem z partnerem gracz tworzy Drużynę Ratunkową (ang. Rescue Team), która przez pocztę dowiaduje się o różnych porwaniach i zaginięciach w Dungeonach, czyli zazwyczaj jaskiniach i podziemiach, w których żyją niecywilizowane Pokémony. Część z nich to lasy (np. Uproar Forest, Frosty Forest), łąki (np. Tiny Woods, Sinister Woods), wieże (np. Sky Tower, Joyous Tower), morza (np. Stormy Sea, Far-off Sea) i inne.
Większość misji wykonywana jest według schematu: trzeba odnaleźć w Dungeonie zagubionego Pokémona, lub dojść do końca mając w plecaku jakiś ważniejszy przedmiot. Te wyprawy nazywane są pobocznymi. Misje główne to te, które trzeba przejść koniecznie, gdyż inaczej fabuła gry nie ruszy do przodu. Różnią się również od wypraw pobocznych tym, że jaskinie trzeba przejść do ostatniego piętra, oraz czasami pokonać bossa i zaraz po niej, można w nowym Dungeonie wykonywać wyprawy poboczne.